# ديين فيتزموريس
ديين فيتزموريس (بالإنجليزية: Deanne Fitzmaurice)‏ هي صحفية ومصورة أمريكية، ولدت في 6 يوليو 1957 في ميلروز في الولايات المتحدة.